# 高木敏雄
高木 敏雄（たかぎ としお、1876年5月 - 1922年12月18日）は、日本の神話学者・民俗学者・ドイツ文学者。

## 経歴
熊本県生まれ。1900年東京帝国大学文学部独文科卒業、第五高等学校教授、1912年東京高等師範学校教授、愛媛師範学校教授、1922年大阪外国語大学教授。1913-14年柳田国男と共に『郷土研究』を編集。欧米 (特にドイツ) の方法によった神話・伝説研究の体系化を試み、先駆的業績を残した。

## 著書
- 『比較神話学』博文館 帝国百科全書 1904
- 『日本神話物語』服部書店 1911
- 『新イソップ物語 世界動物譚話』宝文館 1912
- 『日本建国神話』宝文館 1912
- 『修身教授童話の研究と其資料』東京宝文館 1913
- 『日本伝説集 附・分類目次解説索引』郷土研究社 1913
  - 山田野理夫編 宝文館出版 1973。ちくま学芸文庫、2010
- 『大正新イソップ』実業之日本社 1914
- 『童話の研究』婦人文庫刊行会 家庭文庫 1916。講談社学術文庫、1977
- 『新日本教育昔噺』敬文館 1917
- 『家庭教訓童話』科外教育叢書刊行会 科外教育叢書 1918
- 『日本神話伝説の研究』岡書院 1925
  - 増訂：大林太良編 平凡社東洋文庫 全2巻 1973-1974、ワイド版2003
- 『人身御供論』山田野理夫編、宝文館出版 1973
  - 新編：ちくま学芸文庫、2018。解説山田仁史

### 共著
- 『日本国民伝説』小笠原省三共著 敬文館 1917
- 『世界名著解題』平林松雄・木村一郎共著 太陽堂書店 1927

### 翻訳
- ゲーテ『伊太利紀行』隆文館 1914